# Just Fontaine
Just Fontaine (Marraquexe, 18 de agosto de 1933 — Toulouse, 1 de março de 2023) foi um futebolista francês nascido no Marrocos, então colônia da França.
Fontaine tinha como maiores características sua velocidade, dribles curtos, chutes certeiros e, embora não fosse um jogador muito alto, um ótimo cabeceio.
Um dos mais importantes jogadores da história do futebol francês - homenageado pela FFF em 2005 como o maior futebolista francês dos últimos 50 anos - ele é até hoje o maior artilheiro em uma única Copa do Mundo, com os 13 gols marcados na Copa da Suécia, em 1958.

## Carreira
Fontaine começou a sua carreira profissional no Casablanca, onde debutou em 1950. Em 1952, após faturar a liga marroquina, ajudou o clube a ganhar a Copa dos Campeões do Norte da África (extinto torneio entre os campeões das colônias francesas de Marrocos, Argélia e Tunísia), chamando a atenção de clubes da Metrópole. O Nice levou a melhor no leilão e o contratou em 1953. Em sua primeira temporada, ganhou a Copa da França de 1954 pelo novo clube.
Em 1956, após conseguir o campeonato francês pelo Nice, ele se mudou para o Reims para substituir o ídolo local Raymond Kopa, que havia ido para o Real Madrid. Fontaine marcaria 121 gols em 6 temporadas no Reims, ganhando e sendo artilheiro da Division 1 (atual Ligue 1) de 1958, ano em que levantou também a Copa da França, e 1960. O título francês de 1958 possibilitou ao Reims disputar novamente a Taça dos Campeões Europeus (atual UEFA Champions League), torneio do qual o clube fora vice-campeão dois anos antes para o Real Madrid (que naquela final descobrira o potencial de Kopa e decidiria levá-lo).
Os dois clubes novamente encontraram-se na grande final de 1959, mas Fontaine foi bem anulado e não marcou, e o clube não só de Kopa, mas de Alfredo di Stéfano e Ferenc Puskás levou a melhor, ganhando por 2-0. Fontaine foi o artilheiro daquela edição, com dez gols, quatro deles marcado logo na primeira partida, contra a equipe norte-irlandesa do Ards, contra quem marcou outros dois no jogo de volta.
A temporada 1959-60 viu-o jogar ao lado de Raymond Kopa, que voltava do Real. Ambos repetiram no clube o trio que fizera sucesso na Copa do Mundo de 1958, com Roger Piantoni, conseguindo novo campeonato francês. Fontaine terminou também artilheiro, mas afastado dos gramados desde março de 1960: fraturou a tíbia e o perônio da perna direita em jogo contra o Sochaux. Não conseguiria recuperar-se totalmente da lesão.
Fontaine jogou sua última partida em julho de 1962, poucas semanas após se sagrar novamente campeão francês. Anunciou o final da carreira, conseguindo um bom sustento financeiro com o dinheiro do seguro que havia feito para as suas pernas e também como garoto-propaganda da Adidas. No total, ele marcou 165 gols em 200 partidas no campeonato.

### Seleção Francesa
Vestindo a camisa azul da França, as estatísticas de Fontaine foram ainda mais impressionantes. Em sua estreia com o time, em 17 de Dezembro de 1953, marcou um gol de chapéu numa vitória esmagadora de 8-0 sobre a Seleção de Luxemburgo. O jogo era o último válido pelas Eliminatórias para a Copa do Mundo de 1954, mas o jovem acabou não convocado.
Nas eliminatórias para a Copa do Mundo de 1958, a situação inverteu-se: Fontaine não foi utilizado, mas foi convocado para o mundial. Além de ter feito temporada perfeita no Reims (campeão da Copa da França e campeão e artilheiro do campeonato francês), o atacante titular e artilheiro dos Bleus nos jogos classificativos, Thadée Cisowski, lesionou-se e não poderia ir para a Suécia. A estreia no mundial da Suécia não poderia ser melhor: atuando com sua dupla de ataque no Reims, Roger Piantoni, juntamente também de Raymond Kopa, marcou três vezes em uma vitória em que os franceses viraram duas vezes a partida, contra o Paraguai (7-3). A primeira fase encerrou-se com outros três gols de Fontaine: os dois franceses na derrota de 3-2 para a Iugoslávia e um na vitória por 2-1 sobre a Escócia, resultado que garantiu a classificação gaulesa.
Veio o mata-mata e Fontaine marcou dois gols na vitória por 4-0 sobre a Irlanda do Norte, pelas quartas-de-final. Nas semifinais, marcou uma vez. Recebeu passe preciso de Kopa, chegou antes de Bellini, driblou Gilmar e concluiu para as redes vazias,  no que foi o primeiro gol que o Brasil levou na Copa. O tento, o seu nono no torneio, empatou a partida, mas os brasileiros conseguiram impôr seu domínio, forçando os meias franceses a ficarem recuados na defesa, deixando poucas chances para Fontaine marcar mais.
Situação diferente ocorreu na disputa do terceiro lugar, contra a rival Alemanha Ocidental. A defesa adversária, cometendo falhas infantis de marcação durante toda a partida, colaborou para que o Kopa e Maryan Wisnieski enchessem Fontaine de bons lançamentos. O atacante marcou quatro vezes na partida, terminando a Copa somando treze gols, superando o artilheiro do mundial anterior, o húngaro Sándor Kocsis, que fizera onze. Fontaine é desde então o jogador que mais gols marcou em uma única Copa - e, por certo tempo, foi o maior artilheiro dos mundiais, até Gerd Müller conseguir somar o 14º gol na Copa do Mundo de 1974 (posteriormente, o alemão seria superado por Ronaldo em 2006). Por muito tempo também, o terceiro lugar obtido com a vitória azul por 6-3 foi a melhor colocação da Seleção Francesa em Copas.
Entretanto, a carreira goleadora na seleção encerrou-se precocemente em virtude de lesões. Fontaine fez seu último jogo pelos Bleus em 1960, perdendo lugar na Eurocopa daquele ano, a primeira realizada, por causa delas. Voltou a jogar em novembro daquele ano, mas, em dezembro, as lesões voltaram a atacá-lo em jogo contra a Bélgica. No mesmo mês, realizou sua única partida nas eliminatórias para a Copa do Mundo de 1962, contra a Bulgária. As lesões lhe impediram de jogar as demais partidas e a França acabou perdendo a vaga justamente para os búlgaros.
Ao todo, foram espantosos 30 gols em 21 partidas pela França. Fontaine ainda superou notáveis jogadores como Michel Platini e Zinédine Zidane em 2004, quando foi eleito o melhor jogador francês dos cinquenta anos da UEFA, nos prêmios do jubileu da entidade. Curiosamente, assim como eles e como seus contemporâneos Roger Piantoni e Raymond Kopa, Fontaine tem sangue estrangeiro: é filho de mãe espanhola. com um francês.

## Pós-aposentadoria
Fontaine tornou-se presidente do sindicato dos jogadores da França, brigando por garantias e contratos maiores para a classe. Ao contrário dos jogadores franceses, Pelé provavelmente não guarda referências tão boas da pessoa de Fontaine: dois anos depois do duelo na semifinal da Copa de 1958, ambos se reencontraram em excursão europeia do Santos em 1960, já após Fontaine ter sofrido a fratura que interromperia sua carreira.
Ele entregou um lápis a Pelé, pedindo que assinasse na perna engessada. O brasileiro não entendeu o pedido em francês, mas sim o que Justo teria perguntado ao redor, sob irritação quanto à reação estática do Rei, se o idioma do brasileiro era "africano" ou "macaquês". Indignado, Pelé atirou o lápis no francês, seguido de um palavrão - em bom português.
O ex-jogador assumiu brevemente as rédeas da Seleção Francesa em 1967, mas foi substituído após dois jogos apenas, ambos amistosos que terminaram em derrota. Entre 1979 e 1981, treinou o selecionado de seu país natal. Chegou perto de classificar a Seleção Marroquina para a Copa do Mundo de 1982, levando o Marrocos à última etapa, onde disputaria a vaga em duas partidas contra Camarões, que venceu ambas.
Fontaine faleceu em 1 de março de 2023, aos 89 anos. A causa da morte não foi revelada.

## Estatísticas

### Clubes
| Equipe            | Temporada         | Campeonato nacional | Campeonato nacional | Copa nacional | Copa nacional | Competições continentais | Competições continentais | Outros torneios | Outros torneios | Total | Total |
| Equipe            | Temporada         | Jogos               | Gols                | Jogos         | Gols          | Jogos                    | Gols                     | Jogos           | Gols            | Jogos | Gols  |
| ----------------- | ----------------- | ------------------- | ------------------- | ------------- | ------------- | ------------------------ | ------------------------ | --------------- | --------------- | ----- | ----- |
| USM Casablanca    | 1950–51           | 19                  | 37                  | –             | –             | –                        | –                        | –               | –               | 19    | 37    |
| USM Casablanca    | 1951–52           | 14                  | 26                  | –             | –             | –                        | –                        | –               | –               | 14    | 26    |
| USM Casablanca    | 1952–53           | 25                  | 28                  | –             | –             | –                        | –                        | –               | –               | 25    | 28    |
| USM Casablanca    | Total             | 58                  | 91                  | –             | –             | –                        | –                        | –               | –               | 58    | 91    |
| Nice              | 1953–54           | 24                  | 17                  | 7             | 3             | –                        | –                        | –               | –               | 34    | 26    |
| Nice              | 1954–55           | 28                  | 20                  | 4             | 2             | –                        | –                        | –               | –               | 36    | 31    |
| Nice              | 1955–56           | 17                  | 5                   | 3             | 4             | –                        | –                        | 1               | 0               | 23    | 10    |
| Nice              | Total             | 69                  | 42                  | 14            | 9             | –                        | –                        | 1               | 0               | 93    | 67    |
| Reims             | 1956–57           | 31                  | 30                  | 1             | 1             | –                        | –                        | –               | –               | 33    | 43    |
| Reims             | 1957–58           | 26                  | 34                  | 6             | 5             | –                        | –                        | –               | –               | 30    | 48    |
| Reims             | 1958–59           | 32                  | 24                  | 2             | 2             | 7                        | 10                       | 1               | 0               | 41    | 47    |
| Reims             | 1959–60           | 28                  | 28                  | 2             | 2             | –                        | –                        | –               | –               | 31    | 33    |
| Reims             | 1960–61           | 7                   | 4                   | –             | –             | 1                        | 0                        | –               | –               | 9     | 9     |
| Reims             | 1961–62           | 7                   | 2                   | 1             | 3             | –                        | –                        | –               | –               | 6     | 7     |
| Reims             | Total             | 131                 | 122                 | 12            | 13            | 8                        | 10                       | 1               | 0               | 150   | 187   |
| Total na carreira | Total na carreira | 248                 | 226                 | 26            | 22            | 8                        | 10                       | 2               | 0               | 284   | 258   |

### Seleção Francesa
| Ano   | Jogos | Gols |
| ----- | ----- | ---- |
| 1953  | 1     | 3    |
| 1956  | 1     | 0    |
| 1957  | 1     | 1    |
| 1958  | 13    | 21   |
| 1959  | 5     | 9    |
| 1960  | 2     | 2    |
| Total | 23    | 36   |

## Títulos
Casablanca
- Campeonato Marroquino: 1952
- Copa dos Campeões do Norte da África: 1952

Nice
- Coupe de France: 1954

Reims
- Division 1: 1957–58, 1959–60, 1961–62
- Coupe de France: 1957–58
- Supercopa da França: 1958, 1960

### Prêmios individuais
- FIFA 100
- Prêmios do Jubileu da UEFA
- 30.º melhor jogador de futebol do século XX da IFFHS
- IFFHS ALL TIME FRANCE MEN'S DREAM TEAM (Time B)[18]

### Artilharias
- Copa do Mundo FIFA de 1958 (13 gols)
- Division 1 de 1957–58 (34 gols)
- Division 1 de 1959–60 (28 gols)
- Taça dos Clubes Campeões Europeus de 1958–59 (10 gols)
- Eliminatórias da Copa das Nações Europeias de 1960 (5 gols)